# Заклунная, Валерия Гаврииловна
Вале́рия Гаврии́ловна Заклу́нная-Мироненко (укр.  Валерія Гавриїлівна Заклунна-Мироненко; 15 августа 1942, Сталинград — 22 октября 2016, Киев) — советская и украинская актриса театра и кино. Герой Украины (2012). Народная артистка Украинской ССР (1979). Народная артистка Российской Федерации (2004). Лауреат Государственной премии СССР (1979).

## Биография
Родилась 15 августа 1942 года в Сталинграде. После рождения Валерию и её мать Маргариту Степановну эвакуировали в город Энгельс (Саратовская область).
Родители Валерии родились на Украине: отец — в Киевской области, а мать — под Полтавой.
В 1950 году семья Заклунных переехала в Киев. Училась в школе № 51. Ходила на гимнастику, волейбол, курсы домоводства, а также в драматическую студию при клубе МВД и кружок художественного чтения, руководимый супругами Любовью Григорьевной Шах и Павлом Росси.

В 1961 году окончила техникум водного транспорта и два года работала чертёжником-конструктором на заводе при киевском НИИ «Квант».
В 1966 году окончила Школу-студию МХАТ (курс А. М. Карева), где познакомилась с В. С. Высоцким.
После завершения обучения её были готовы принять столичные театры — им. Пушкина и им. Станиславского, но она приняла приглашение от Юрия Сергеевича Лаврова (отца К. Ю. Лаврова), на тот момент художественного руководителя КАРДТ имени Леси Украинки. Немаловажным аргументом было и желание актрисы вернуться домой к родителям, в Киев. Дебютировала в роли Кати в спектакле по эпопее «Хождение по мукам» Алексея Толстого.
В мае-июне 1986 года выезжала в зону четвёртого реактора Чернобыльской АЭС. Впоследствии ей был присвоена вторая категория ликвидатора последствий катастрофы на ЧАЭС.
Избиралась депутатом Верховной Рады Украины от Коммунистической партии Украины (2002—2006).
В последние годы, несмотря на болезнь, выходила на сцену родного театра, в котором была задействована в ключевых аншлаговых спектаклях («Деревья умирают стоя», «В этом милом старом доме»).
Скончалась на 75-м году жизни 22 октября 2016 года в Киеве. Похоронена на Байковом кладбище рядом со своим третьим мужем, философом Александром Мироненко.

## Семья
- первый муж (поженились, будучи студентами 4-го курса, брак продлился один месяц) — Гарри Яковлевич Бардин, режиссёр-мультипликатор, актёр
- второй муж (с 1966 по 1984 год) — Валерий Николаевич Сивач[укр.], актёр
- третий муж (с 1985 по 2014 год) — Александр Николаевич Мироненко, юрист, доктор философских наук, политолог

## Театральные работы

### Национальный академический театр русской драмы имени Леси Украинки
В театре им. Леси Украинки сыграла более 40 ролей
1. 1966 — «Хождение по мукам» А. Н. Толстого — Катя
2. 1967 — «Далёкие окна»
3. 1967 — «Разлом» Б. А. Лавренёва
4. 1968 — «Оглянись во гневе» Д. Осборна
5. 1968 — «Странная миссис Сэвидж» Дж. Патрика — Фэри
6. 1969 — «Первый удар»
7. 1969 — «Правду! Ничего, кроме правды!!!»
8. 1970 — «Дети Ванюшина» С. А. Найдёнова (режиссёр М. И. Резникович)
9. 1970 — «Мария» — Мария Одинцова
10. 1971 — «Каменный властелин» Л. Украинки
11. 1972 — «Пока арба не перевернулась»
12. 1972 — «Самый последний день»
13. 1972 — «Птицы нашей молодости»
14. 1972 — «Второе свидание»
15. 1973 — «Варвары» М. Горького
16. 1973 — «Транзит»
17. 1974 — «Власть тьмы» Л. Н. Толстого
18. 1974 — «Последние дни»
19. 1975 — «Русские люди»
20. 1975 — «Странный доктор»
21. 1976 — «Испытание»
22. 1976 — «Иванов» А. П. Чехова — Сарра
23. 1977 — «Долгожданный»
24. 1978 — «Хозяйка» — Евдокия
25. 1979 — «Надеяться»
26. 1981 — «Тема с вариациями» — Любовь Сергеевна
27. 1982 — «Предел спокойствия» — Айгюль
28. 1982 — «Я, бабушка, Илико и Илларион» Н. В. Думбадзе
29. 1983 — «Победительница» — Майя Алейникова
30. 1984 — «Я пришёл дать вам волю»
31. 1984 — «Иван и Мадонна» — Марья
32. 1987 — «Марья» — Марья
33. 1991 — «Жиды города Питера» А. и Б. Стругацких — Зоя Сергеевна
34. 1993 — «Молодые годы короля Людовика XIV» — Анна Австрийская
35. 1994 — «История одной страсти» — мисс Тина
36. 1995 — «С вами опасно иметь дело…» — Лидия Васильевна
37. 1997 — «Осенние скрипки» — Варвара Васильевна
38. 2000 — «Любовь и война»
39. 2001 — «И всё это было… и всё это будет…»
40. 2003 — «Деревья умирают стоя» А. Касоны (режиссёр Ирина Барковская) — Бабушка Эухения Бальбоа
41. 2008 — «На закате солнца» Ю. И. Дамскер (режиссёр О. Гаврилюк) — Наташа
42. 2010 — «Квартет»
43. 2011 — «Чуть мерцает призрачная сцена… (Юбилей. Юбилей? Юбилей!)»
44. 2016 — «В этом милом старом доме» А. Н. Арбузова (режиссёр Михаил Резникович) — Раиса Александровна

## Фильмография
1. 1967 — Свадебные колокола
2. 1967 — Театр и поклонники
3. 1968 — Ошибка Оноре де Бальзака — Марина, любимая Левка
4. 1970 — Мир хижинам — война дворцам — княжна Долгорукая
5. 1971—1972 — День за днём — эпизод
6. 1972 — Сибирячка — Мария Сергеевна Одинцова, первый секретарь райкома
7. 1973 — До последней минуты — Стефа Коцюмбас
8. 1973 — Дума о Ковпаке. Фильм первый «Набат» — Домна Руднева
9. 1974 — Все улики против него — Ольга Ивановна Лупан, майор милиции, следователь
10. 1974 — Любовь земная — Катерина Дерюгина
11. 1974 — Факел (фильм-спектакль)
12. 1975 — Дума о Ковпаке. Фильм второй «Буран» — Домна Руднева
13. 1975 — Простые заботы — Зоя
14. 1977 — Судьба — Катерина Тарасовна Дерюгина, жена Брюханова
15. 1977 — Фронт за линией фронта — Ирина Петровна, врач
16. 1978 — Поздняя ягода — Павла Андреевна Брус
17. 1978 — Хозяйка (фильм-спектакль)
18. 1978 — Я хочу вас видеть (Ich will euch sehen, ГДР) — Елизавета
19. 1979 — Здесь, на моей земле — Вера Михайловна
20. 1979 — Место встречи изменить нельзя — Клавдия (Глафира), жена Карпа, главаря банды
21. 1980 — Особо важное задание — Мария Евгеньевна, жена Кириллова
22. 1980 — Чрезвычайные обстоятельства — Елена Кузьминична Сергеева
23. 1981 — В небе «ночные ведьмы» — гвардии майор Евдокия Богуславская, командир эскадрильи
24. 1981 — Фронт в тылу врага — Ирина Петровна, врач
25. 1983 — Карастояновы — мать Андрея
26. 1983 — Серебряный возраст — Замфира
27. 1985 — Женихи — Дарина
28. 1987 — Случай из газетной практики — Янина Михайловна Шорохова
29. 1998 — С вами опасно иметь дело (фильм-спектакль)

## Признание и награды
- 1961 — Диплом победителя Первого смотра художественной самодеятельности г. Киева
- 1967 — Диплом Министерства культуры УССР «За лучшее исполнение ролей, поставленных киевскими театрами в юбилейном году»
- 1970 — Юбилейная медаль «За доблестный труд» (в ознаменование 100-летия со дня рождения В. И. Ленина)
- 1971 — Орден «Знак Почёта»
- 1974 — Почётная грамота Верховного Совета ЭССР
- 1975 — Государственная премия УССР имени Т. Г. Шевченко за роль Стефы Коцюмбас в фильме «До последней минуты»
- 1976 — Почётная грамота Верховного совета БССР
- 1976 — Заслуженная артистка Украинской ССР
- 1976 — Диплом победителя кинофестиваля в Иркутске
- 1976 — Диплом победителя кинофестиваля в Омске
- 1976 — Памятная медаль Большого театра
- 1978 — Золотая медаль имени А. П. Довженко — За исполнение роли Катерины в кинофильме «Судьба»
- 1979 — Государственная премия СССР — за исполнение роли Катерины Дерюгиной в дилогии «Любовь земная» — «Судьба»)
- 1979 — Народная артистка Украинской ССР
- Диплом Союза кинематографистов Украины за высшее достижение в советской кинематографии
- 1980 — Почётная грамота «Баярын Бичиг» МНР
- 1981 — Памятный знак Президиума ЦК профсоюза работников культуры СССР «Отличник культурного шефства над Вооружёнными силами СССР»
- 1982 — Медаль «В память 1500-летия Киева»
- 1990 — Медаль «Ветеран труда»
- 1991 — Медаль Участник ликвидации последствий аварии на Чернобыльской АЭС[6][источник не указан 1451 день]
- 1992 — Памятная медаль Министерства культуры РФ За вклад в российскую культуру
- 1994 — премия «Киевская пектораль» в номинации «Лучшая женская роль» (мисс Тина в спектакле «История одной страсти»)
- 1996 — звание «Ведущий мастер сцены»
- 1996 — Почётный знак отличия Президента Украины (22 августа 1996 года) — за выдающийся личный вклад в обогащение национального культурно-художественного наследия, весомые творческие достижения и по случаю пятой годовщины независимости Украины[7]
- 1997 — медаль В ознаменование 80-летия Великого Октября
- 1998 — медаль «Адмирал флота Советского Союза Кузнецов»
- 2000 — медаль «Маршал Советского Союза Жуков»
- 2001 — юбилейная медаль Верховной Рады Украины «Десять лет независимости Украины»
- 2003 — Орден «За заслуги» II степени
- 2004 — Народная артистка Российской Федерации (22 мая 2004 года) — за большой вклад в укрепление российско-украинских культурных связей[8]
- 2012 — Герой Украины с вручением ордена Державы (24 августа 2012 года) — за выдающийся личный вклад в обогащение национального культурно-художественного наследия, многолетнюю плодотворную творческую деятельность и высокое профессиональное мастерство[9]